# خوسيه ليغيزامون
خوسيه ليغيزامون (بالإسبانية: José Leguizamón)‏ هو لاعب كرة قدم باراغواياني في مركز الدفاع، ولد في 23 أغسطس 1991 في أريغوا، باراغواي في باراغواي. لعب مع روزاريو سنترال.

## وصلات خارجية
- خوسيه ليغيزامون على موقع قاعدة بيانات كرة القدم.إي يو (الإنجليزية)
- خوسيه ليغيزامون على موقع Soccerway.com (الإنجليزية)
- خوسيه ليغيزامون على موقع AS.com (الإسبانية)